# Ațel
Ațel (en hongrois : Ecel, en allemand : Hetzeldorf) est une commune du județ de Sibiu en Roumanie.